# Instituto Max Planck para la Investigación del Estado Sólido
El Instituto Max Planck para la Investigación del Estado Sólido (en alemán: Max-Planck-Institut für Festkörperforschung ) fue fundado en 1969 y es uno de los 82 Institutos Max Planck de la Sociedad Max Planck. Está ubicado en un campus en Stuttgart, junto con el Instituto Max Planck de Sistemas Inteligentes.

## Enfoque de la investigación
La investigación en el Instituto Max Planck de Investigación del Estado Sólido se centra en la física y la química de la materia condensada, incluyendo especialmente los materiales complejos y la ciencia a nanoescala. En ambos campos, los fenómenos de transporte electrónico e iónico revisten especial interés.

## Organización
El instituto cuenta actualmente con ocho departamentos.

### Teoría de la estructura electrónica
Dirigido por Ali Alavi, el Departamento de Teoría de la Estructura Electrónica se ocupa del desarrollo de métodos ab initio para tratar sistemas electrónicos correlacionados, utilizando metodologías de Monte Carlo cuántico, química cuántica y de muchos cuerpos. Los métodos ab initio (incluida la teoría del funcional de la densidad) se aplicarán a problemas de interés en catálisis heterogénea, química de superficies, electroquímica y fotoquímica.

### Espectroscopia de estado sólido
El Departamento de Espectroscopia del Estado Sólido está dirigido por Bernhard Keimer. Los fenómenos cuánticos colectivos en materiales electrónicos altamente correlacionados se estudian mediante técnicas espectroscópicas y de dispersión. Entre los temas de especial interés en la actualidad se encuentran la interacción entre los grados de libertad de carga, orbital y espín en óxidos de metales de transición, el mecanismo de la superconductividad a alta temperatura y el control del comportamiento de fase electrónica en superredes de óxidos metálicos. El departamento también desarrolla nuevos métodos espectroscópicos, como la espectroscopia de neutrones de alta resolución y la elipsometría espectral.

### Ciencia a nanoescala
Los esfuerzos de investigación del Departamento de Ciencia a Nanoescala, dirigido por Klaus Kern, se centran en la ciencia y la tecnología a escala nanométrica. El objetivo de la investigación interdisciplinar en la interfaz entre física, química y biología es obtener el control de los materiales a nivel atómico y molecular, permitiendo el diseño de sistemas y dispositivos con propiedades determinadas por el comportamiento cuántico, por un lado, y acercándose a las funcionalidades de la materia viva, por otro.

### Nanoquímica
El departamento de Lotsch emplea técnicas modernas de nanoquímica y las combina con métodos clásicos de síntesis en estado sólido para desarrollar materiales con perfiles de propiedades complejos, incluidos sistemas bidimensionales y heteroestructuras en capas, marcos porosos, nanoestructuras fotónicas y electrolitos sólidos para aplicaciones en (foto)catálisis, detección y baterías de estado sólido.

### Química física de los sólidos
Bajo la dirección de Joachim Maier, el Departamento de Química Física de Sólidos se ocupa de la electroquímica y el transporte de iones. Se hace hincapié en los conductores iónicos (como los conductores inorgánicos u orgánicos de protones, iones metálicos e iones de oxígeno) y los conductores mixtos (normalmente perovskitas). La investigación abarca desde la exploración de mecanismos básicos hasta el diseño de materiales para aplicaciones electroquímicas (baterías, pilas de combustible, sensores). De especial importancia es la base científica del campo de la nanoiónica.

### Electrónica cuántica de estado sólido
Inducidas por fenómenos de mecánica cuántica, las heteroestructuras crecidas a partir de materiales complejos ofrecen un fascinante potencial para crear novedosos sistemas de electrones. Muchos presentan propiedades extraordinarias que no se encuentran en la naturaleza. El Departamento de Electrónica Cuántica de Estado Sólido, dirigido por Klaus von Klitzing, se centra en el diseño, crecimiento y exploración de estos sistemas de electrones. El grupo está dirigido por Jochen Mannhart.

### Teoría cuántica de muchos cuerpos
Dirigido por Walter Metzner, en el Departamento de Teoría Cuántica de Muchos Cuerpos se analizan y calculan las propiedades electrónicas de los sólidos, haciendo especial hincapié en los sistemas en los que las correlaciones electrónicas desempeñan un papel crucial, como los cupratos, las manganitas y otros óxidos de metales de transición. Además de las transiciones de fase que rompen la simetría y conducen al magnetismo, al orden orbital y de carga, o a la superconductividad, las correlaciones también pueden causar la localización de electrones y muchos otros sorprendentes efectos de muchos cuerpos no descritos por la aproximación de electrones independientes.

### Materiales cuánticos
El entrelazamiento de electrones en los sólidos, en combinación con detalles de la estructura de la red cristalina, produce una variedad sorprendentemente rica de fases electrónicas, que son estados líquidos, de cristal líquido y cristalinos de los grados de libertad de carga y espín. Estas fases electrónicas complejas y la sutil competencia entre ellas dan lugar muy a menudo a una funcionalidad novedosa. El Departamento de Materiales Cuánticos, dirigido por Hidenori Takagi, estudia estas interesantes fases novedosas en óxidos de metales de transición y compuestos afines, donde las estrechas bandas d, que dan lugar a fuertes correlaciones electrónicas, en combinación con la rica química de tales materiales ofrecen excelentes oportunidades para nuevos descubrimientos.

## Miembros científicos
- Alí Alavi
- Bernhard Keimer
- Klaus Kern
- Bettina Lotsch
- Joachim Maier
- Jochen Mannhart
- Walter Metzner
- Hidenori Takagi

## Grupos de investigación
Desde 2005 se han creado en el instituto 13 grupos de investigación: 
- Electrónica orgánica (Hagen Klauk, desde 2005)
- Nanoóptica ultrarrápida (Markus Lippitz, profesor adjunto de la Universidad de Stuttgart, 2006-2014)
- Teoría de las nanoestructuras de semiconductores (Gabriel Bester, 2007-2014)
- Espectroscopia de efecto túnel de materiales electrónicos fuertemente correlacionados (Peter Wahl, 2009-2014)
- Enfoques computacionales para la superconductividad (Lilia Boeri, 2009-2013)
- Nanofísica del estado sólido (Jurgen Smet, desde 2011)
- Nanoquímica (Bettina Lotsch, 2011-2016)
- Dinámica de sistemas nanoelectrónicos (Sebastian Loth, colaboración con el Centro de Ciencia del Láser de Electrones Libres, 2011-2018)
- Heteroestructuras funcionales a nanoescala (Ionela Vrejoiu, 2012-2015)
- Espectroscopia de rayos X de heteroestructuras de óxidos (Eva Benckiser, desde 2014)
- Espectroscopia de estado sólido ultrarrápida (Stefan Kaiser, profesor adjunto en la Universidad de Stuttgart, desde 2014)
- Estructura electrónica de materiales correlacionados (Philipp Hansmann, 2015-2018)
- Química cuántica computacional para sólidos (Andreas Grüneis, 2015-2018)

## Escuela Internacional de Investigación Max Planck (IMPRS)
La Escuela Internacional de Investigación Max Planck para la Ciencia de la Materia Condensada (IMPRS-CMS) es un programa conjunto del Instituto Max Planck para la Investigación del Estado Sólido (Max Planck Institut für Festkörperforschung) y la Universidad de Stuttgart. El objetivo de la escuela de investigación es la investigación sobre la materia condensada utilizando métodos experimentales y teóricos avanzados.

## Centro Max Planck de Posgrado en Materiales Cuánticos (GC-QM)
Varios institutos Max Planck de toda Alemania contribuyen a las actividades generales de investigación en este campo tan intrigante, y el Centro de Postgrado Max Planck de Materiales Cuánticos se basa en las actividades de investigación complementarias de los institutos participantes.

## Centro Max Planck
El Centro Max Planck-EPFL de Nanociencia y Tecnología Moleculares sirve de foro para la investigación cooperativa al reunir a científicos de la Sociedad Max Planck y la Escuela Politécnica Federal de Lausana (EPFL). El centro explora aspectos científicos novedosos de las nanoestructuras moleculares, con especial atención a la nueva ciencia relevante para la energía sostenible, la detección química y las tecnologías biomédicas.
El Centro Max Planck-UBC-UTokyo de Materiales Cuánticos  es un proyecto colaborativo entre la Sociedad Max Planck (Alemania), la Universidad de Columbia Británica (Canadá) y la Universidad de Tokio (Japón).

## Miembros científicos eméritos
- Ole Krogh Andersen (1978-2012)
- Martín Jansen (1998-2012)
- Klaus von Klitzing
- Hans-Joachim Queisser (1970-1997)
- Arndt Simon (1974-2010)
- Peter Wyder (1984-2001)

## Infraestructura
El Instituto emplea aproximadamente a 430 personas, incluidos 110 científicos, 90 estudiantes de doctorado y 70 científicos invitados.